# Егошино (Советский район)
Егошино (мар. Йогошын) — деревня в Советском районе Республики Марий Эл. Входит в состав Ронгинского сельского поселения.

## География
Находится в центральной части республики Марий Эл на расстоянии приблизительно 2 км по прямой на юг от районного центра посёлка Советский.

## История
Известна с 1877 года как починок, где имелось 3 двора, 3 дома. В 1886 году здесь в 3 дворах проживали 60 человек, в 1895 64 человека. В 1905 году в Егошине было 10 дворов, перед Великой Отечественной войной — 22 двора. В 1956 году в деревне было 15 хозяйств, в 1976 году — 12, в 1980 году — 10. С 1995 года деревня стала дачным поселением. В советское время работали колхозы «Заря» и имени Сталина.

## Население
Население не было учтено как в 2002 году, так и в 2010.